# Kaczmi
Kaczmi, właśc. Paweł Kaczmarek (ur. 24 czerwca 1975 w Poznaniu) – polski raper. Współzałożyciel grupy hip-hopowej Nagły Atak Spawacza. Nie wziął udziału w nagraniach jednego albumu grupy pt. Ninja Commando 5 (1998). Kaczmarek współpracował ponadto z takimi wykonawcami jak Fazi, Ramona 23, Seta czy ZKMD36.
W 2009 roku ukazał się debiutancki nielegal rapera pt. I tyle, promowany utworem pt. „Papryka”.
W plebiscycie podsumowanie 2012 portalu poznanskirap.com Kaczmi zajął 7 miejsce w kategorii Artysta Roku, 10 miejsce w kategorii Teledysk Roku („Zew krwi”) oraz 8 miejsce w kategorii Album Roku (Hybryda)|. Album zajął też 14 miejsce w podsumowaniu 20 najlepszych albumów roku portalu dlastudenta.pl.

## Dyskografia
- Kaczmi – I tyle (2009)
- Cycki i Krew - Uliczny Rock’n’Roll (2010)[11]
- Kaczmi – Hybryda (2012)
- Kaczmi – Odrzuty Hybrydowe (2013)
- Kaczmi – Wspak (2016)
- Kaczmi - Jeszcze (2022)
- Kaczmi - Szukam wciąż drogi (2025)

Występy gościnne
- ZKMD36 – Kontrast (2007, utwory: „Manifest”, „Manifest (Remix By ViBi)”)[12]
- Seta – Reprezentuję siebie (2008, utwór: „Kto nie skacze ten z policji”)[13]
- RY23/Galon – Czerwonacka masakra wódką żołądkową (2008, utwór: „Tutaj”)[14]
- sd-cd/ds – Aleja100 (2008, utwór: „Spodnoginogi”)
- Fazi – TBS – The Best of Patologia (2009, utwór: „Legalizacja”)[15]
- V!ruS – Power of Beats 2 (2010, utwór: „Nocą”)[16]
- Bori & Miłas – Czas refleksji (2010, utwór „Życie”)
- SDW – Słowo Dane Wspólnika (2010, utwór „Requiem dla snu”)
- Boras – Fura – german style (2011, utwór: „Fura – german style”)
- Wójto – Wrzucam na luz (2011, utwór „Wrzucam na luz”)
- SIN & Pelen – Projekt cel (Pelen Prod.) + Goście (2012, utwór: „Projekt cel”)[17]
- Seta – Psychopatologia EP (2012, utwór „Pomordowane k***y”)[18]
- Małpa N.A.S – Polskie zoo (2012, utwory: „Polskie zoo”, „Nasze miasto”, „Nocna przemoc”)[19]
- Miraho – Rebelia świadomości (2012, utwór „Nie wszystko gówno”)[20]
- Skrzydło Straszydło – Zombie (2013, utwór: „Zombie”)[21]
- NwStyle – Wyklęci (2014, utwór „Wyklęci”)
- Małpa N.A.S. – Przylądek strachu (2014, utwory: „Whisky”, „Miasto widmo”)[22]
- Fazi – Czoper... Prujooo sieee... (2014, utwór: „Wara od Spawacza”)[23]
- Projekt WAN – Przemas solo (2014, utwór „Oldschool”)

## Teledyski
| Tytuł                                                            | Rok  | Reżyseria/Realizacja | Album   | Źródło |
| ---------------------------------------------------------------- | ---- | -------------------- | ------- | ------ |
| „Przemijanie”                                                    | 2012 | 360 Studios          | Hybryda | [ 24 ] |
| „Tańczący z duchami”                                             | 2012 | Krzysztof Kozak      | Hybryda | [ 25 ] |
| „Zew krwi”                                                       | 2012 | Krzysztof Kozak      | Hybryda | [ 26 ] |
| Skrzydło Straszydło - „Zombie” (gościnnie: Motoro, Zula, Kaczmi) | 2013 | Studio S             | –       | [ 27 ] |

## Nagrody i wyróżnienia
| Rok  | Kategoria                             | Nagroda                                                        | Uwagi       | Źródła |
| ---- | ------------------------------------- | -------------------------------------------------------------- | ----------- | ------ |
| 2013 | Album roku (Hybryda)                  | Podsumowanie 2012/Poznanskirap.com                             | 8. miejsce  | [ 9 ]  |
| 2013 | Artysta roku                          | Podsumowanie 2012/Poznanskirap.com                             | 7. miejsce  | [ 7 ]  |
| 2013 | Teledysk roku („Zew krwi”)            | Podsumowanie 2012/Poznanskirap.com                             | 10. miejsce | [ 8 ]  |
| 2013 | Najlepsze polskie rap płyty (Hybryda) | Podsumowanie 2012 – najlepsze polskie rap płyty/dlastudenta.pl | 14. miejsce | [ 10 ] |
| 2016 | Album roku (Wspak)                    | Podsumowanie 2016/Poznanskirap.com                             | 7. miejsce  |        |
| 2016 | Artysta roku                          | Podsumowanie 2016/Poznanskirap.com                             | 6. miejsce  |        |
| 2016 | Teledysk roku („Śpij słodko”)         | Podsumowanie 2016/Poznanskirap                                 | 14. miejsce |        |